# Frank Riethmann
Frank Riethmann (* 9. Dezember 1975) ist ein ehemaliger deutscher Fußballspieler.

## Karriere

### Verein
Riethmann wechselte aus der Jugend des SG Herten-Langenbochum zu Borussia Dortmund. Mit der Borussia schaffte er 1994 den Sprung ins Finale um die deutsche A-Jugend-Meisterschaft 1994. Finalgegner war der SV Werder Bremen, der von Trainer Thomas Schaaf betreut wurden. Nach einem Treffer von Riethmanns Mitspielern Lars Ricken und zwei Treffern von Ibrahim Tanko wurde das Spiel 3:2 gewonnen. Der BvB war somit deutscher A-Jugend Meister. In den Folgejahren wurde Riethmann ein Teil der Zweitvertretung des BvB. Er kam aber auch im Bundesligateam zum Einsatz. Das Team, das um die deutsche Fußballmeisterschaft spielte, war auf der Position Riethmanns im Mittelfeld erstklassig besetzt. Im Team von Trainer Ottmar Hitzfeld standen Größen wie Stefan Reuter, Andreas Möller und Matthias Sammer. Zu seinem Debüt kam er in der Saison 1994/95, als er am 22. Spieltag gegen Bayer 04 Leverkusen beim Stand von 0:1 für Steffen Freund in der 73. Spielminute eingewechselt wurde. Drei Minuten nach seiner Einwechselung war der Endstand von 0:3 hergestellt. Es war in der Saison sein einziger Einsatz, Dortmund gewann durch Platz eins die Meisterschaft. In der Folgesaison gewann Dortmund erneut die Meisterschaft, Riethmann kam aber nicht mehr zum Einsatz. Erst in der Saison 1996/97 schnupperte er erneut Bundesligaluft. Er absolvierte drei Kurzeinsätze. Sein letztes Spiel in der Bundesliga bestritt er in der Saison 1997/98 bei der 1:3-Niederlage gegen Arminia Bielefeld. Anschließend blieb er der Borussia verbunden und lief weiterhin für die Zweitvertretung auf.

### Nationalmannschaft
Für die deutsche U-20-Auswahl bestritt er im Zuge der Junioren-WM 1995 in Katar drei Spiele in der Vorrunde des Turniers. Das Team von Trainer Hans-Jürgen Dörner schied bereits nach zwei Unentschieden und einer Niederlage aus.
Für die deutsche U-21-Auswahl bestritt er 1996 ein Spiel.